# ناظم الخوري
ناظم الخوري (و. 18 مارس 1946)، هو سياسي لبناني ووزير البيئة في حكومة نجيب ميقاتي التي شكلت في 13 يونيو 2011.

## حياته
من مواليد عمشيت قضاء جبيل، في 18 مارس 1946. متزوج من السيدة ريم مردم بك وله ثلاثة أولاد: شهيد، رنا وكريم من زوجته السابقة المرحومة ماري هيلين ربيز. أنهى دراسته الثانوية في انترنشيونال كولدج - بيروت ثم أكمل علومه الجامعية في الجامعة الأمريكية في بيروت. حائز إجازة في العلوم الإدارية والسياسية ودبلوم دراسات في التأمين من لندن. شارك في مؤتمرات محلية وإقليمية وعالمية تناولت شؤونا سياسية اقتصادية أكاديمية وانمائية. مستشار سياسي لرئيس الجمهورية العماد ميشال سليمان ومنسق اللجنة التحضيرية لهيئة الحوار الوطني. خاض الانتخابات النيابية لسنة 1996 وتقدم بأول طعن نيابي للمجلس الدستوري في تاريخ لبنان، وعلى أثره أعيدت الانتخابات النيابية في قضاء جبيل عام 1997. انتخب نائبا سنة 2000 - 2005 عن قضاءي جبيل وكسروان، وعكف عن الترشح سنة 2005 إلى ان خاض الانتخابات في يونيو 2009.

## وصلات خارجية
- https://twitter.com/NazemElKhoury
- https://www.facebook.com/nazem.elkhoury